# Ischnoglossa obscura
Ischnoglossa obscura är en skalbaggsart som beskrevs av Wunderle 1990. Ischnoglossa obscura ingår i släktet Ischnoglossa, och familjen kortvingar. Arten är reproducerande i Sverige.